# Liste der Ministerien der Seychellen

Wappen der Seychellen

Dieses ist die Liste der Ministerien der Seychellen. Die Seychellen verfügen mit Stand Juni 2015 über 13 Ministerien.

## Ministerien
1. Ministry of Community Development, Social Affairs and Sports[2] (deutsch Ministerium für Kommunalentwicklung, Soziale Angelegenheiten und Sport)
2. Ministry of Defence, Legal Affairs, Youth and Hydrocarbons (Ministerium für Verteidigung, Recht, Jugend und Kohlenwasserstoff)
3. Ministry of Education (Ministerium für Bildung)
4. Ministry of Employment & Human Resources Development[3] (Ministerium für Arbeit und Personalentwicklung)
5. Ministry of Environment & Energy (Ministerium für Umwelt und Energie)
6. Ministry of Finance, Trade & Investment (Ministerium für Finanzen, Handel und Investition)
7. Ministry of Foreign Affairs[4] (Ministerium für Äußere Angelegenheiten)
8. Ministry of Health[5] (Ministerium für Gesundheit)
9. Ministry of Home Affairs and Transport (Ministerium für Innere Angelegenheiten und Transport)
10. Ministry of Information Technology & Public Administration (Ministerium für Informationstechnologie und Öffentliche Verwaltung)
11. Ministry of Investment, Natural Resources and Industry (Ministerium für Investitionen, Natürliche Ressourcen und Industrie)
12. Ministry of Land-Use & Housing (Ministerium für Landnutzung und Behausung)
13. Ministry of Tourism & Culture (Ministerium für Tourismus und Kultur)